# اورچاد پارک (تاون)، نیویورک
اورچاد پارک (به انگلیسی: Orchard Park) یک منطقهٔ مسکونی در ایالات متحده آمریکا است که در نیویورک واقع شده‌است. اورچاد پارک ۹۹٫۷۶ کیلومتر مربع مساحت و ۲۹٬۰۵۴ نفر جمعیت دارد و ۲۶۳٫۹۶ متر بالاتر از سطح دریا واقع شده‌است.